# Villanueva del Río y Minas
Villanueva del Río y Minas – gmina w Hiszpanii, w prowincji Sewilla, w Andaluzji, o powierzchni 150,7 km². W 2011 roku gmina liczyła 5203 mieszkańców.
Położone jest na wysokości 72 metrów i 42 km od stolicy prowincji Sewilli.